# مايك كيث
مايك كيث (بالإنجليزية: Mike Keith)‏ هو رياضياتي أمريكي، ولد في 1955.

## وصلات خارجية
- الموقع الرسمي